# رقم 37 (فلم)
رقم 37 (بالإنجليزية: Number 37) هو فيلم جنوب أفريقي صدر عام 2018 من تأليف وإخراج نوسيفو دوميزا. الفيلم باللغة الأفريقانية ومترجمٌ إلى الإنجليزية. عُرض في العديد من المهرجانات السينمائية بما في ذلك ساوث باي ساوث واست ومهرجان نوشاتيل الدولي للأفلام ومهرجان سيدني السينمائي ومهرجان فانتازيا السينمائي الدولي في مونتريال حيث فاز بجائزة أفضل مخرج.

## القصّة
يستعيرُ شابٌ مصابٌ محتجزٌ في شقته منظار صديقته للتجسُّسِ على الحيِّ الذي يعيشون فيه ويرى فرصة لتغيير حياتهم بعد أن شهدوا جريمة مُروِّعة.

## طاقم التمثيل
- إرشاد علي في دور راندال هندريكس
- داني روس في دور إيمي
- مونيك روكمان في دور صديقة بام
- إفرايم جوردون في دور وارين
- أمرين إسماعيل إيسوب في دور أليسيا

## روابط خارجية
- رقم 37  في قاعدة بيانات الأفلام على الإنترنت (بالإنجليزية)
- المقطع الترويجي الرسمي للفيلم على موقع يوتيوب